# Cikánka (Radotín)
Cikánka je osada nacházející se v pražské městské části Radotín v Radotínském údolí. V blízkosti osady se nachází mramorový důl.

## Osada
Jako Cikánka je označována skupina osmi domů v zhruba v polovině Radotínského údolí. Nejstarším stavením v osadě je dům s číslem popisným 24 na západním okraji osady. Osada nemá status místní části.

## Zámek Cikánka
Na místě se nacházel lovecký zámeček z 18. století. V roce 2018 byla budova stržena.

## Přírodní památky
U osady Cikánka se nachází teplomilná skalní step, která je chráněna jako přírodní památky Cikánka I. a Cikánka II. V lokalitě probíhají asanační zásahy pro zamezení zarůstání křovinami a probíhá zde extenzivní pastva koz a ovcí.

## Mlýny
V osadě Cikánka stávalo několik vodních mlýnů.
- Horův, Nový Kalinův mlýn byl moderní mlýn válcový mlýn postavený v roce 1919. V souvislosti s rozšiřováním lomu na Cikánce trpěl otřesy a v roce 1985 byl zbořen.
- Šarbochův mlýn[5] (zbořený v roce 1958 při výstavbě cementárny)
- Špačkův mlýn[6]

## Doprava
Městskou hromadnou dopravu (PID) zde zajišťuje linka autobusová linka 246.

## Galerie

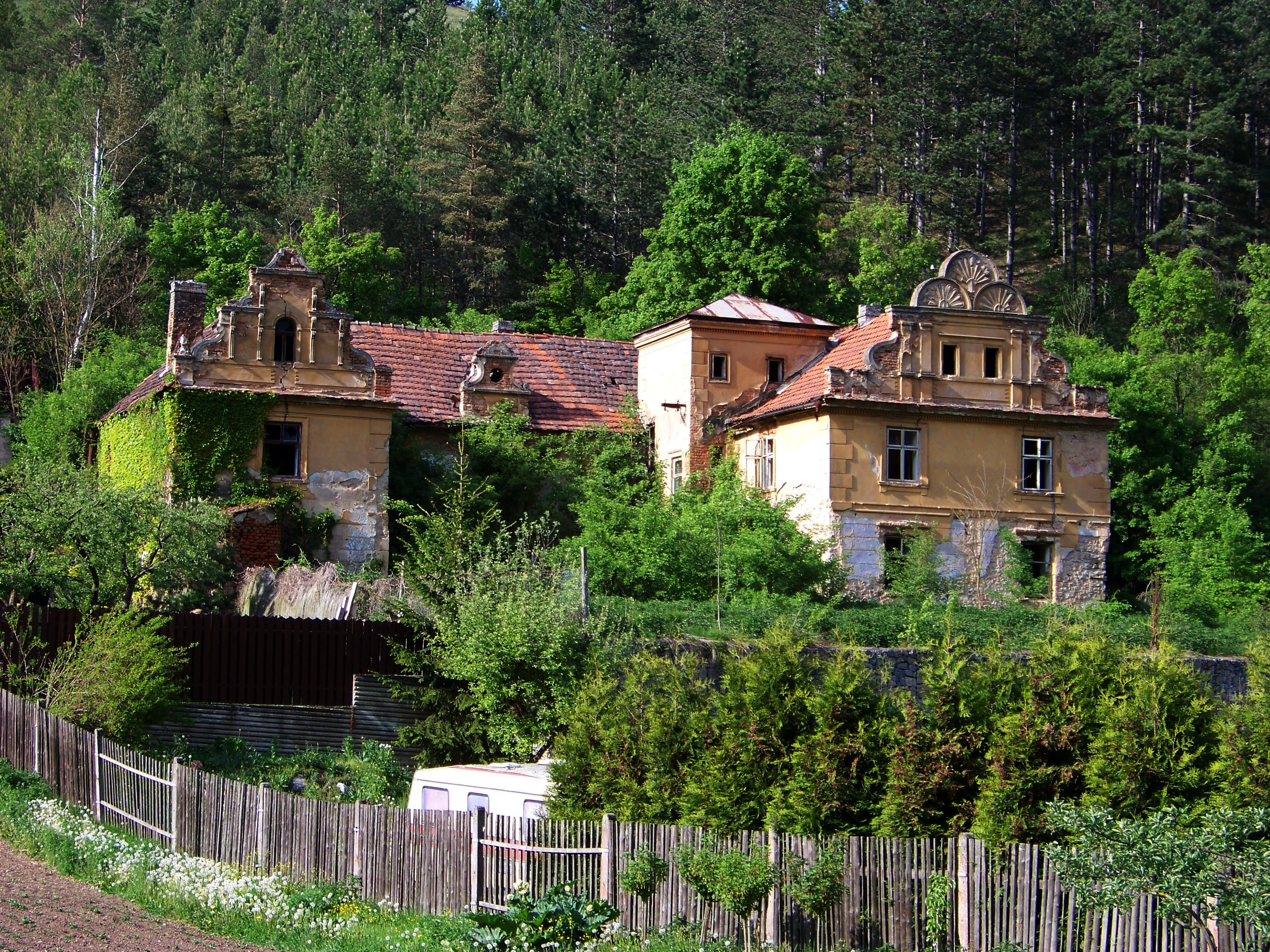
Zámeček
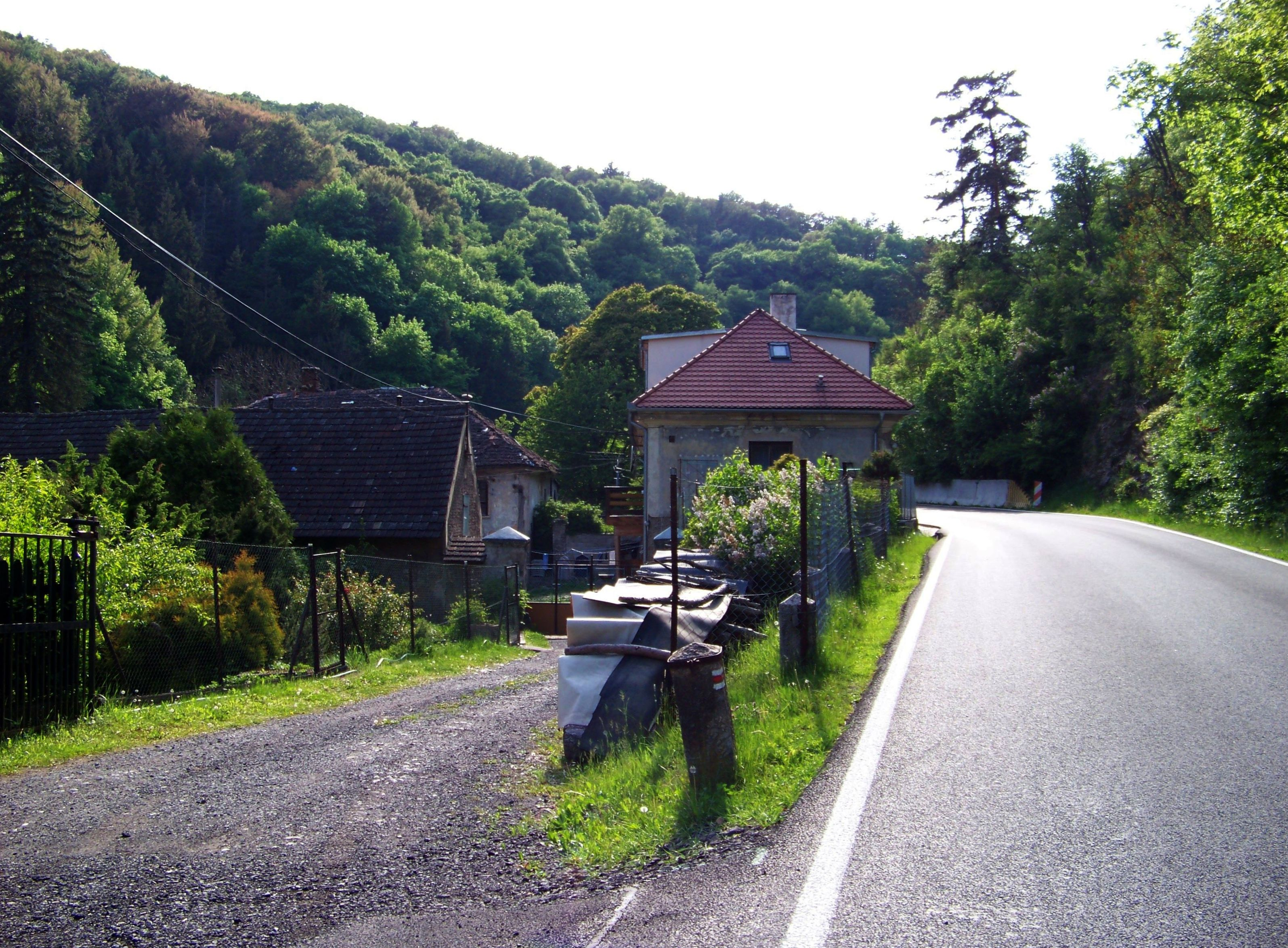
Špačkův mlýn od zastávky Maškův mlýn
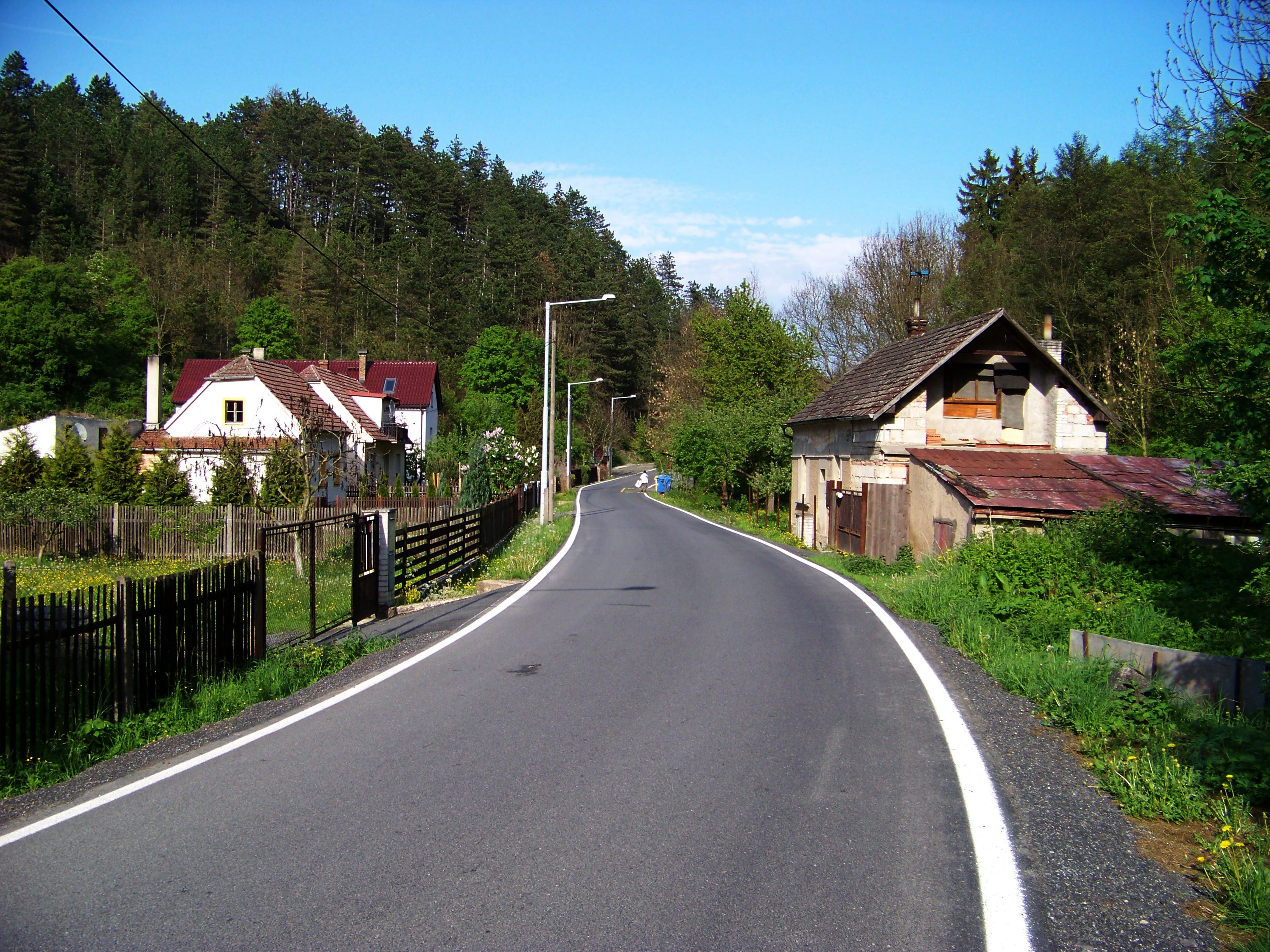
Na Cikánce, Osada Cikánka